# Víctor Ramos Muñoz
Víctor Ramos Muñoz, né à Valparaíso, est un psychologue et homme politique chilien, membre du Front large (FA). Depuis le 1er avril 2025, il est sous-secrétaire d'État à l'Intérieur.
Proche du député Diego Ibáñez et cadre fondateur du parti Convergence sociale, il devient proche de Gabriel Boric et joue un rôle clé dans son administration depuis 2022. Le 1er avril 2025, il est nommé sous-secrétaire d'État à l'Intérieur.

## Études et parcours professionnel
Né à Valparaíso, il grandit à Talcahuano et Villa Alemana. Il est diplômé de l'école secondaire de l'école de Villa Alemana.
Ensuite, il obtient une maîtrise en gouvernement, politiques publiques et territoire à l'Université Alberto Hurtado. Lors de sa troisième année d'études de sociologie à l'université de Viña del Mar, il abandonne ses études et se rend en France, pendant un an, pour financer ses études.

## Parcours politique

### Fondateur de Convergence sociale et conseiller
Il est membre du parti Convergence sociale depuis sa création en 2018 et membre du premier Conseil central élu.
Entre 2018 et 2022, il est chef de cabinet du député Diego Ibáñez, dont il devient proche. Il rencontre également Gabriel Boric au Parlement.
Pendant son travail au Congrès, il a également rencontré l'ancien chef de cabinet du pouvoir exécutif Matías Meza-Lopehandía. Tous deux sont considérés deux spécialistes des questions autochtones.
Après avoir travaillé avec Diego Ibáñez, il travaille à la municipalité de Quilpué, dirigé par la maire Valeria Melipillan (CS). Il est nommé Secrétaire général de la Corporation municipale. En 2017, il a collaboré à la campagne qui a conduit Melipillán à devenir conseillère régionale.

### Conseiller de Boric et sous-secrétaire à l'Intérieur
En novembre 2022, quelques mois après l'arrivée au pouvoir du nouveau président Gabriel Boric, il est nommé « commissaire présidentiel », chargé de la présidence de la Commission pour la paix et la compréhension, lancée par le pouvoir exécutif pour résoudre le conflit mapuche. Les travaux de la commission se concluent en janvier 2025. 
Le 1er avril 2025, il est nommé sous-secrétaire d'État à l'Intérieur. Sa nomination, outre ses liens avec le président, est analysé comme une réclamation du Front large, son parti, pour obtenir une influence au ministère de l'Intérieur.